# アルマン・ド・ブルボン (コンティ公)

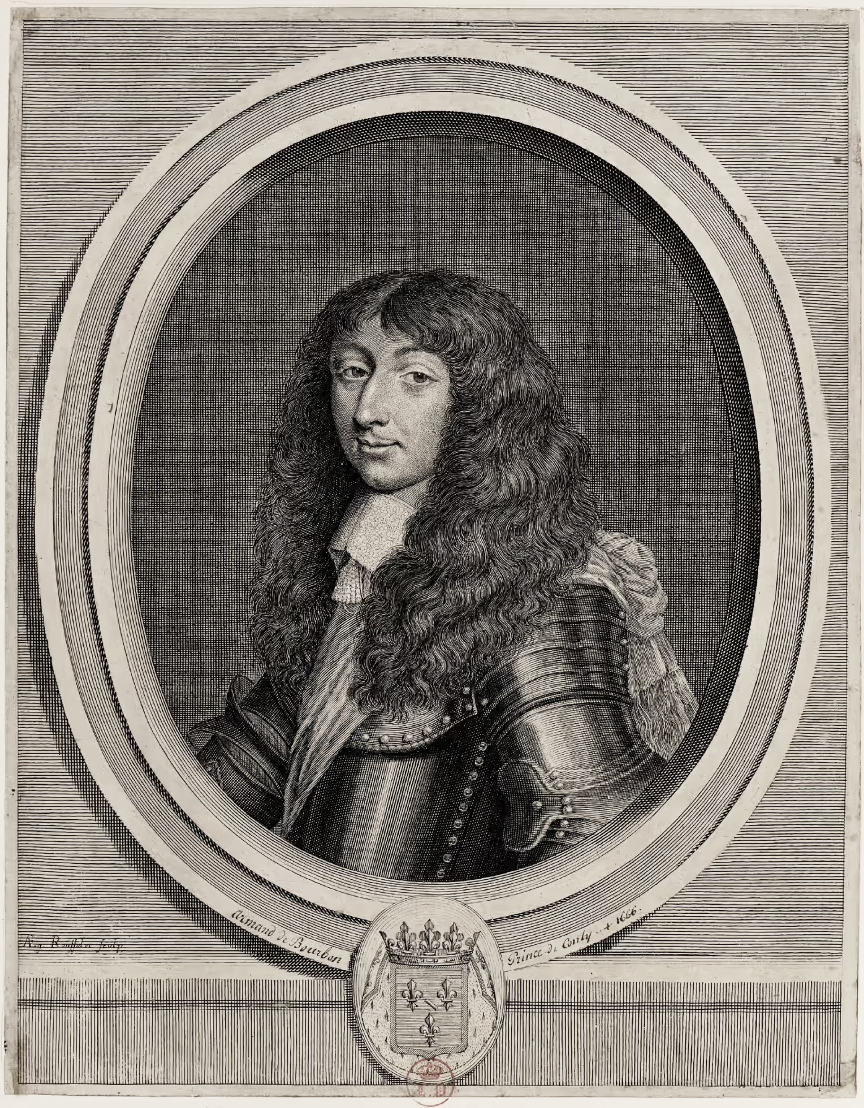
コンティ公アルマン

アルマン・ド・ブルボン＝コンティ（フランス語: Armand de Bourbon-Conti, prince de Conti、1629年10月11日 - 1666年2月21日）は、フランスの貴族。コンティ公。

## 生涯
コンデ公アンリ2世の次男として、パリで生まれた。姉にロングヴィル公爵夫人アンヌ、兄にコンデ公ルイ2世がいる。1629年にコンティ公位を授けられた。次男ということで聖職者となることが決まっており、ブルジュ大学で神学を学んだ。しかし聖職に就くのを受け入れたとはいえ、彼には役職はなかった。アルマンは兄ルイ2世とともにフロンドの乱で戦い、異彩を放った。1648年には反乱軍司令官となった。1650年、アルマンは捕らえられ、ヴァンセンヌ要塞の虜囚となった。
風変わりな神秘思想に支配されるようになったアルマンは、監獄の中で少し精神に異常をきたした。姉アンヌに愛情を抱き、彼女に自分の気持ちを何とかわかってもらおうとした。彼は化学にこりだし、時には毒薬をこしらえたり、すぐに自身で打ち身だらけになるようになった。その狂った様子が最終的に運命を決めた。アルマンは医師や他人の援助を拒否したりしなかったのである。支援者たちが、精神に異常をきたしたアルマンを釈放しようと運動したのだった。
マザランが亡命すると、アルマンは自由の身となった。彼は王妃アンヌ・ドートリッシュの有名な女官シュヴルーズ令嬢（シュヴルーズ公爵夫人マリー・ド・ロアン＝モンバゾンの次女）との結婚を望むが、国の最高権力者となった兄ルイ2世に阻まれた。アルマンは1651年にフロンド派に与したが、すぐにマザランと和解し、1654年にマザランの姪アンヌ・マリー・マルティノッジと結婚し、ギュイエンヌの知事に任命された。アンヌとの間には2子をもうけた。
- ルイ・アルマン1世（1661年 - 1685年）
- フランソワ・ルイ（1664年 - 1709年）

1654年、アルマンは軍を率いてカタルーニャへ侵入、スペインから3つの都市を奪った。彼はのちフランス軍を率いてイタリアへ向かうが、1657年にアレッサンドリアで打ち負かされラングドックへ撤退した。彼はその後学問に没頭するようになり、亡くなるまで神秘思想の追求をした。
クレルモンにおいて、彼はモリエールを師と仰ぎ、ルイ14世の宮廷に紹介した。